# Крайняя улица (Самара)
Кра́йняя у́лица — улица в Красноглинском районе Самары. Название получила по местоположению — на южной окраине посёлка Управленческий, рядом с Коптевым оврагом.
Начинается от ул. Академика Кузнецова, заканчивается Волжским шоссе. Пересекает Коптевскую и Зеленодольскую улицы.
Рельеф местности — изрезанный. Перепад высот составляет более 40 метров: от 125 метров (в районе МСЧ № 7), до 175 метров в района м-на «Продукты». В южной части примыкает к Коптеву оврагу.

## История
В 1916 году было построено около 20 домов в районе нынешних улиц Крайней и Симферопольской — для инженеров порохового завода, строящегося в районе Коптева оврага. В 1946 году улица была застроена одноэтажными «финскими» домиками для проживания специалистов, трудившихся на заводе № 2 (позднее — СНТК им. Кузнецова). В то время посёлок Управленческий был разделён на кварталы, Крайняя улица входила в 15 квартал. В 1971—1979 годах улицу стали застраивать пятиэтажками «улучшенной планировки». Тогда же были возведены два детских сада и больничный городок. В 1980-1996 годах на этой улице появились 9-этажные панельные дома. 

## Здания и сооруения
Основную застройку составляют дома пяти и девяти этажей. Восточная часть, примыкающая к  Волжскому шоссе и поселковому кладбищу, застроена одноэтажными частными домами.   
- № 7 — Дворец ветеранов
- № 13 — детский сад № 65 «Калинка»
- № 17 — комплекс зданий городской больницы № 7
- № 20 — детский сад № 67

## Транспорт
Общественный транспорт по ул. Крайней не ходит. Ближайшие остановки находятся на ул. Сергея Лазо, автобусные маршруты: 
- 1, 1к, 50, 50к, 78, 79 (447), 84, 113, 389, 392